# Agdrupvej (Brønderslev)
Agdrupvej  er en tosporet omfartsvej der går vest om Brønderslev. 
Vejen er en forsættelse af Sdr Omfartsvej og er en del af Ring 2 der går halvvejs rundt om Brønderslev. 
Den er med til at lede trafikken uden om Brønderslev Centrum så byen ikke bliver belastet af så meget gennemkørende trafik.
Vejen forbinder Sdr Omfartsvej i syd med Nordre Omfartsvej i nord. 